# Mercedes-Benz E 500
Mercedes-Benz E 500 - автомобілі, що випускаються компанією Mercedes-Benz в кузовах седан, купе, кабріолет. Седани почали вироблятися з 1993 року, мають такі покоління:
- Mercedes-Benz E (W124) (1993-1994);
- Mercedes-Benz E (W211) (2002-2009);
- Mercedes-Benz E (S211) (2003-2009);
- Mercedes-Benz E (W212) (2009-2016);
- Mercedes-Benz E (S212) (2009-2016);
- Mercedes-Benz E (C207) (2009-2017);
- Mercedes-Benz E (A207) (2010-2017).

## Опис
Седан E500 оснащується 5.0-літровим двигуном V8 на 306 к.с., крутний момент якого 460 Нм досягається у проміжку від 2700 до 4250 об/хв, працює в парі з 7-ступінчастою АКПП. Наявність семи швидкостей дозволяє автомобілю досягати кращих показників прискорення та бути більш економічним при стабільній крейсерській швидкості. Mercedes-Benz E500 має охолоджувач палива, завдяки якому зменшуються викиди та збільшується економічність. Витрати палива складають 11.1 л/100км. До сотні розгін становить 6.1 с.

## Безпека
Автомобілі Е-класу тестувалися у 2006 році NHTSA (Національною Адміністрацією Безпеки Дорожнього Руху США):
| Водій | Пасажир | Переворот | Бічний бар`єр водія | Бічний бар`єр пасажира (заднє сидіння) |
| ----- | ------- | --------- | ------------------- | -------------------------------------- |
| 4     | 4       | 5         | 5                   | 5                                      |

## Огляд моделі

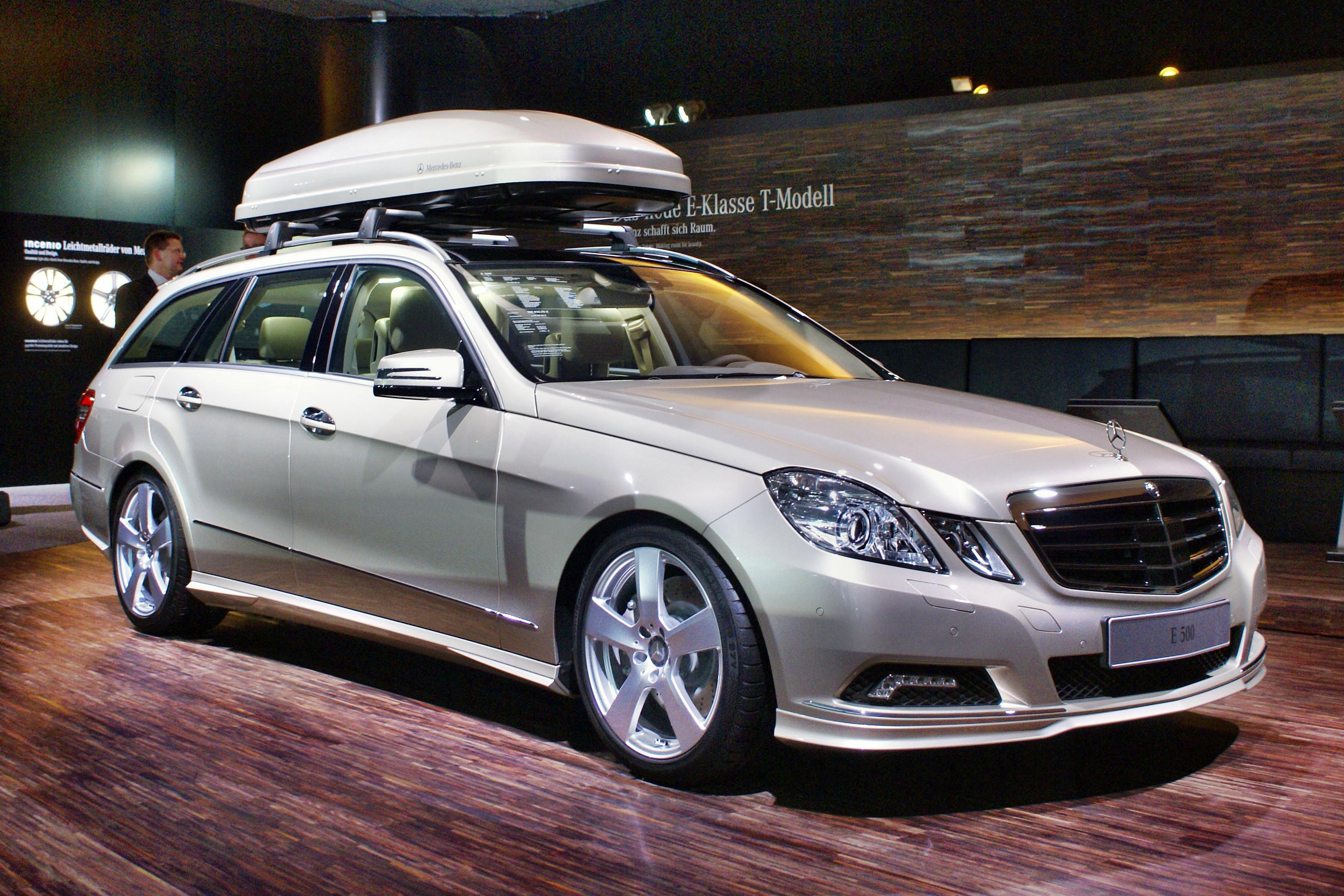
Mercedes-Benz E 500 T with roofbox (2009)
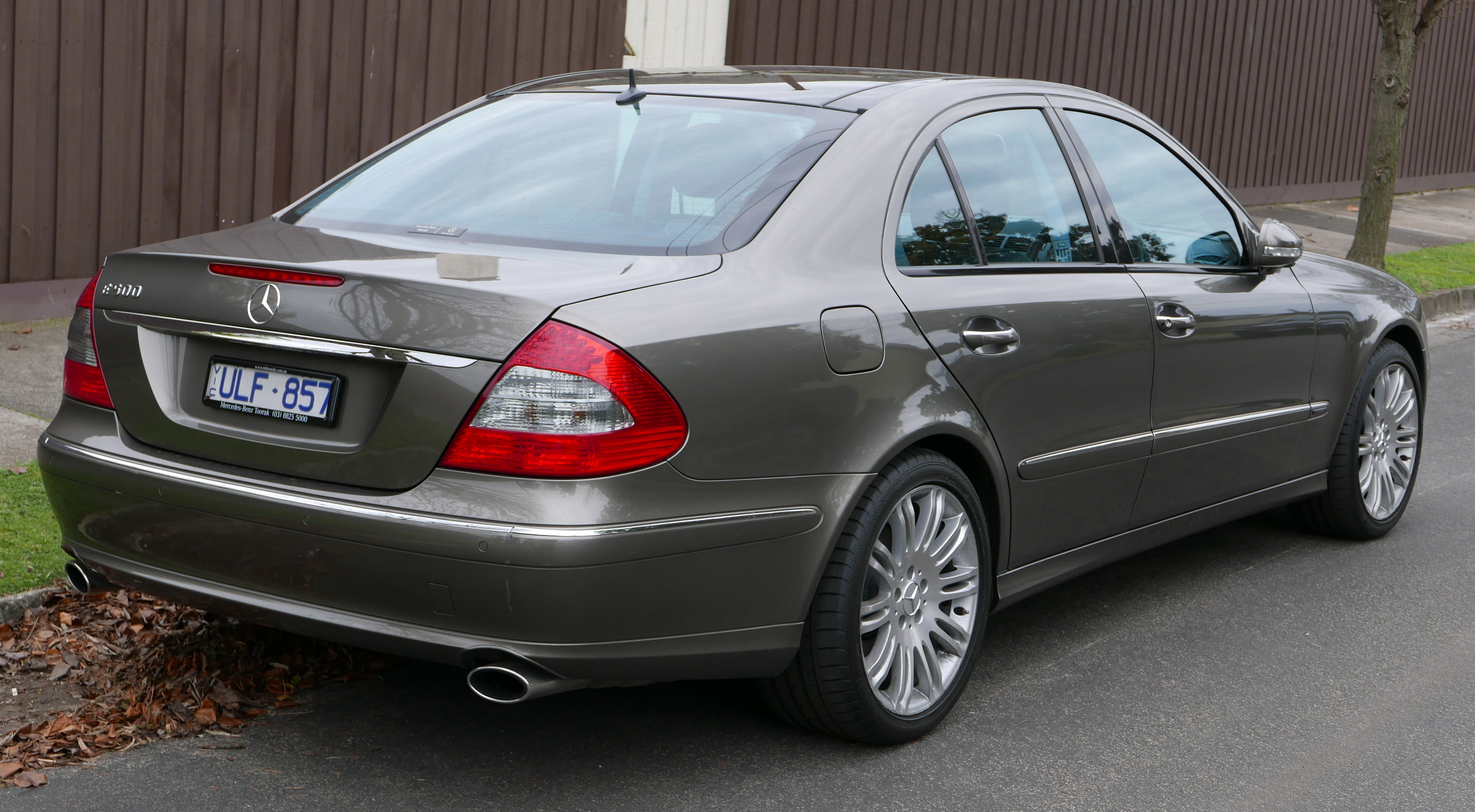
Mercedes-Benz E 500 (W 211) (2006-2009)
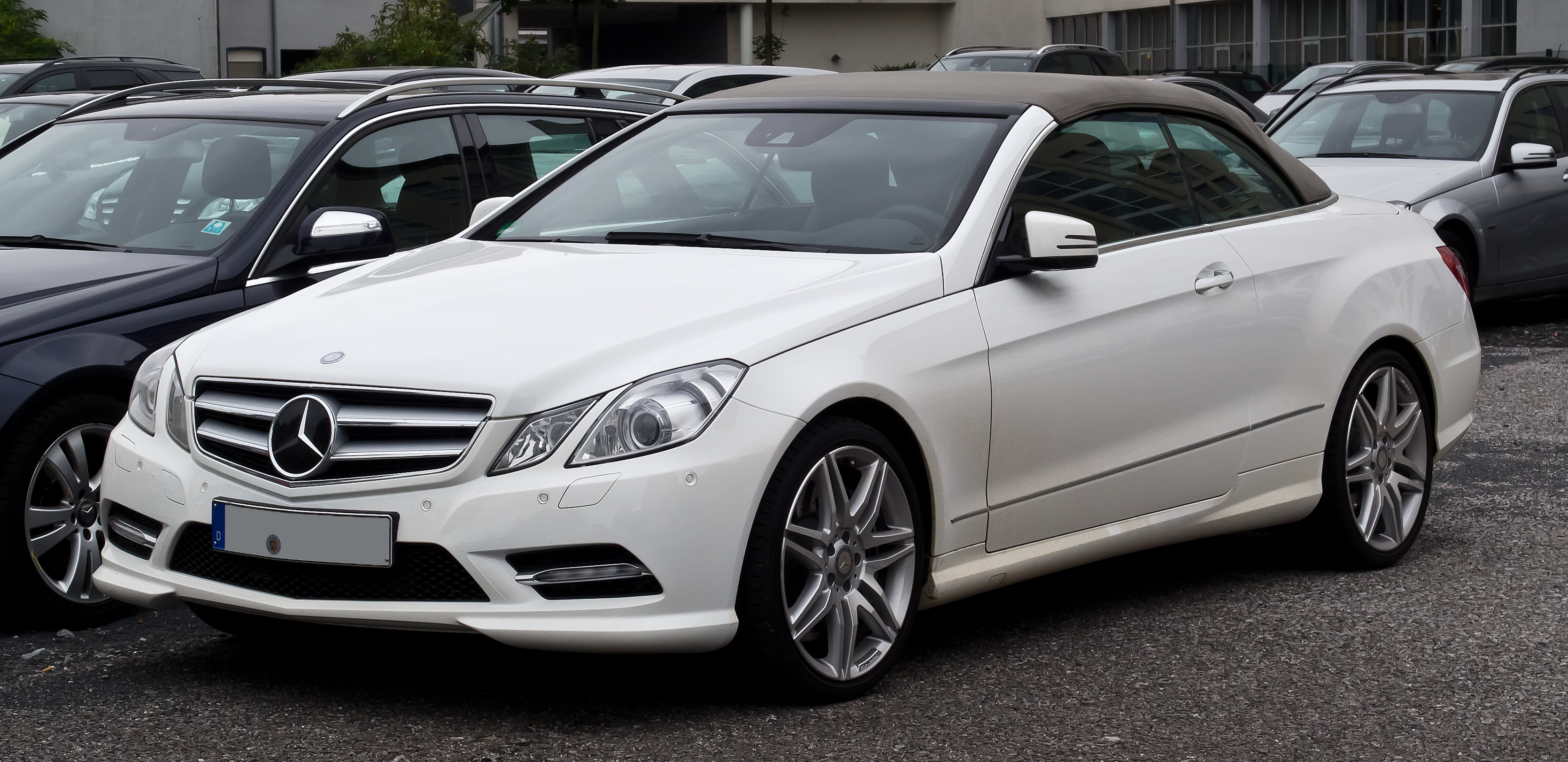
Mercedes-Benz E 500 BlueEFFICIENCY Cabriolet